# Catch You Catch Me
Catch You Catch Me (キャッチ・ユー・キャッチ・ミー?) è un brano musicale della cantante giapponese GUMI, pubblicato come singolo il 22 aprile 1998 dalla Victor Entertainment. Catch You Catch Me è stato utilizzato come prima sigla di apertura dell'anime Card Captor Sakura. Il brano è stato oggetto di alcune cover negli anni successivi, notabilmente da Sakura Tange, Yōko Ishida e Shōko Nakagawa.

## Tracce
CD singolo VIDL-30200
1. Catch You Catch Me - 3:42
2. Hitorijime - 4:24
3. Catch You Catch Me (Instrumental) - 4:14
4. Hitorijime (Instrumental) - 4:24

Durata totale: 16:12

## Classifiche
| Classifica (1998)                        | Posizione più alta |
| ---------------------------------------- | ------------------ |
| Giappone (Classifica settimanale Oricon) | 92                 |